# Islam au Canada

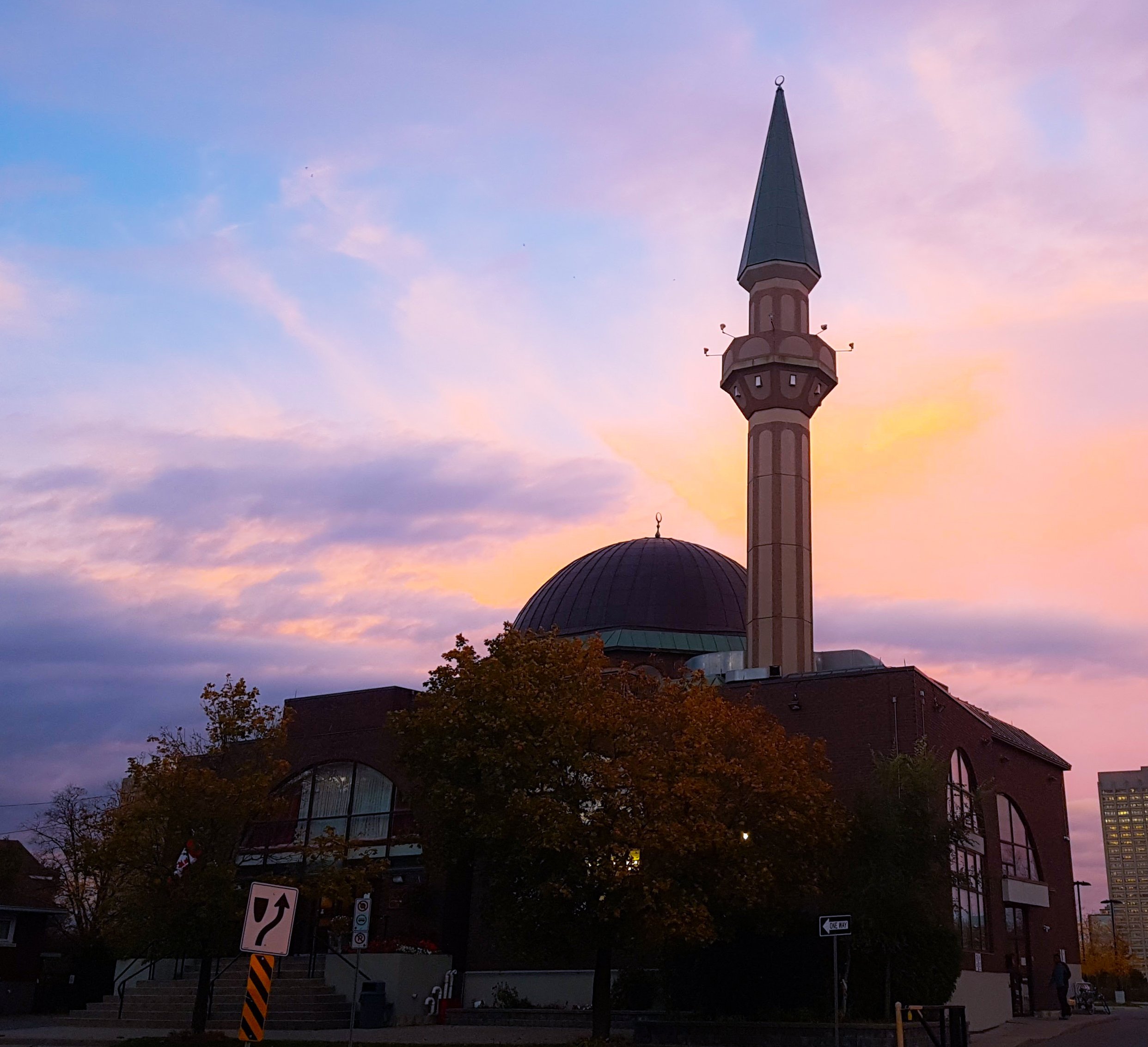
La Grande Mosquée à Ottawa en Ontario

L’islam est l’une des religions présentes au Canada. Il est présent au pays depuis la création du pays puisque, lors du premier recensement suivant la création de la Confédération canadienne effectué en 1871, il y avait 13 musulmans parmi la population canadienne. Selon le dernier recensement de Statistique Canada datant de 2021, il y a près de 1 800 000 musulmans au Canada, représentant environ 4,9 % de la population totale du pays. Ainsi, l’islam est la deuxieme religion au Canada avec le plus grand nombre de fidèles derrière le christianisme qui comprend 53,3 % de la population,  les gens sans religion représentant 34,6 % de la population. La majorité des musulmans canadiens sont sunnites, mais une importante minorité est chiite et il y a aussi une minorité ahmadie. La majorité des musulmans au Canada vivent en Ontario, en particulier dans la région du Grand Toronto.

## Histoire

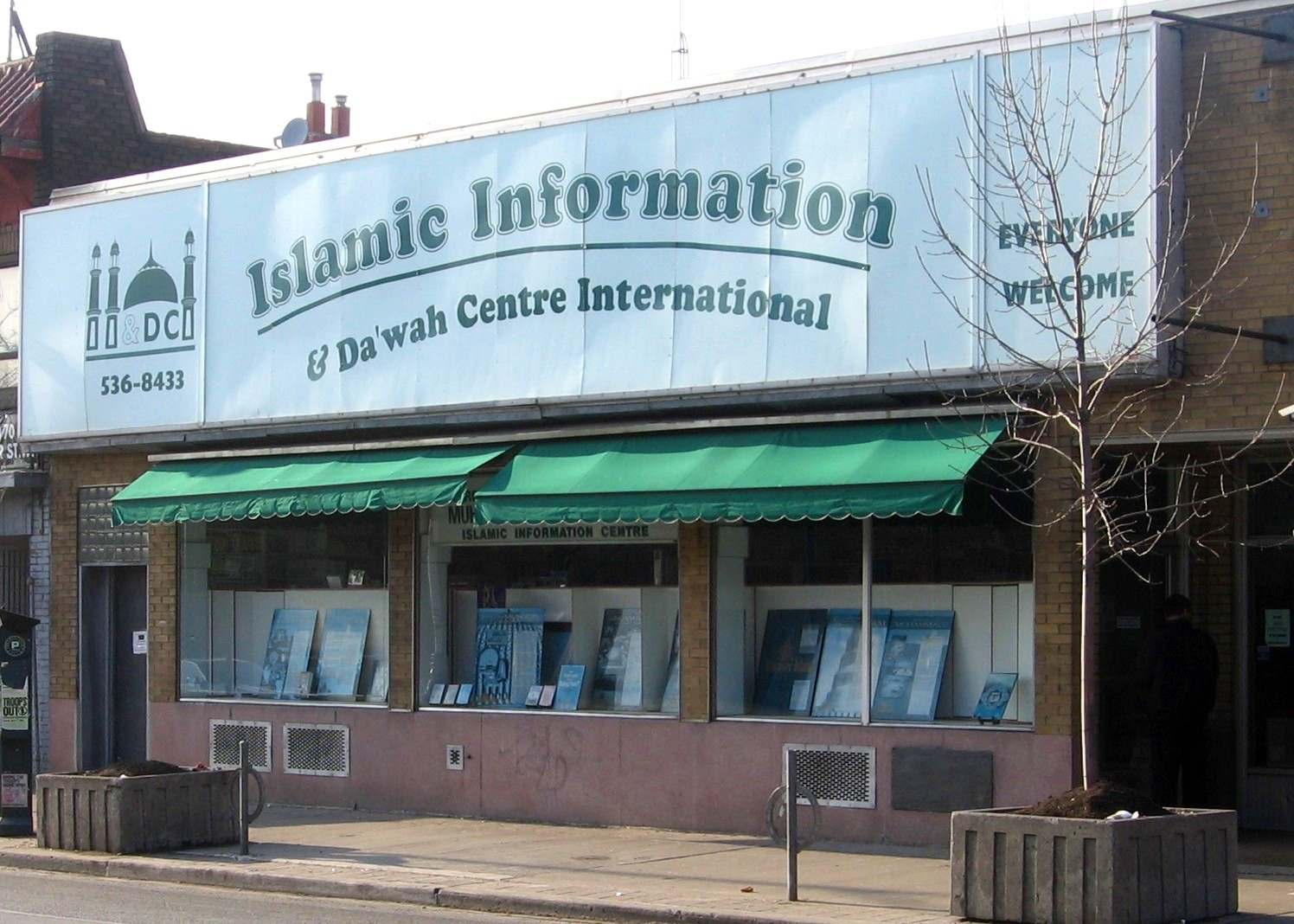
Centre de Dawa à Toronto en 2007.

L'islam est présent au Canada depuis la création du pays. En effet, lors du premier recensement suivant la création de la Confédération canadienne effectué en 1871, il y avait 13 musulmans parmi la population canadienne. La première mosquée canadienne a été construite à Edmonton en Alberta. Néanmoins, les musulmans demeurèrent une très petite minorité au Canada jusqu'à la fin des années 1960 lorsque le gouvernement canadien modifia sa politique d'immigration afin de retirer sa préférence pour les immigrants européens. Depuis, la population musulmane canadienne est en croissance tant en nombre absolu qu'en pourcentage de la population totale du pays.

## Démographie
Selon l’Enquête nationale auprès des ménages de 2011 effectuée par Statistique Canada,  il y avait 1 053 945 musulmans au Canada, c’est-à-dire environ 3,2 % de la population.
La majorité des musulmans canadiens vivent dans la province de l’Ontario, et en particulier dans et autour de la région du Grand Toronto. Selon l’Enquête nationale auprès des ménages 2011, il y avait 424 925 musulmans vivant dans la région du Grand Toronto qui équivaut à 7,7 % de la population métropolitaine totale. Il se compose de personnes de partout dans le monde musulman, mais il y a surtout un grand nombre de musulmans d’origine indienne, pakistanaise, iranienne et égyptienne / arabe. 
En Ontario, la ville d’Ottawa, la capitale nationale du Canada, accueille de nombreux musulmans libanais, asiatiques du Sud et somaliens, où la communauté musulmane comptait environ 65 880 personnes, c'est-à-dire 5,5 % de la population, en 2011. 
Au Québec, la communauté musulmane de la région métropolitaine de Montréal au Québec comprenait 221 040 personnes en 2011 soit près de 6 % de la population métropolitaine totale et comprenait un grand nombre de personnes d’origine marocaine, algérienne et libanaise.
En plus de Toronto, Ottawa et Montréal, presque chaque région métropolitaine canadienne majeure a une importante communauté musulmane, y compris Vancouver en Colombie-Britannique (73 215), où plus d’un tiers sont d’origine iranienne, Calgary (58 310) et Edmonton (46 125) en Alberta, Windsor en Ontario (15 575), Winnipeg au Manitoba (11 265), et à Halifax en Nouvelle-Écosse (7 540). Au cours des dernières années, il y a eu une croissance rapide de la population musulmane à Calgary et Edmonton en raison de l’économie en plein essor.[réf. nécessaire]
| Province ou territoire    | Musulmans en 2001 | % 2001 | Musulmans en 2011 | % 2011 |
| ------------------------- | ----------------- | ------ | ----------------- | ------ |
| Ontario                   | 352 525           | 3,1 %  | 581 950           | 4,6 %  |
| Québec                    | 108 620           | 1,5 %  | 243 430           | 3,1 %  |
| Alberta                   | 49 045            | 1,7 %  | 113 445           | 3,2 %  |
| Colombie-Britannique      | 56 220            | 1,4 %  | 79 310            | 1,8 %  |
| Manitoba                  | 5 095             | 0,5 %  | 12 405            | 1,0 %  |
| Saskatchewan              | 2 230             | 0,2 %  | 10 040            | 1,0 %  |
| Nouvelle-Écosse           | 3 545             | 0,4 %  | 8 505             | 0,9 %  |
| Nouveau-Brunswick         | 1 270             | 0,2 %  | 2 640             | 0,3 %  |
| Terre-Neuve-et-Labrador   | 625               | 0,1 %  | 1 200             | 0,2 %  |
| Île-du-Prince-Édouard     | 195               | 0,1 %  | 660               | 0,5 %  |
| Territoires du Nord-Ouest | 175               | 0,5 %  | 275               | 0,7 %  |
| Nunavut                   | 25                | 0,1 %  | 50                | 0,2 %  |
| Yukon                     | 55                | 0,1 %  | 40                | 0,1 %  |
| Canada                    | 579 640           | 2.0%   | 1 053 945         | 3.2%   |

| Année | Population |
| ----- | ---------- |
| 1971  | 33 000     |
| 1981  | 98 000     |
| 1991  | 253 265    |
| 2001  | 579 640    |
| 2011  | 1 053 945  |
| 2013  | 1 153 677  |